# Berach
Der Heilige Berach oder Berach von Cluain Coirpthe (* nach 500; † 15. Februar 595 in Irland) war ein irischer Mönch und gilt als Schüler des heiligen Kevin von Glendalough. Den größten Teil seines Lebens verbrachte er in der Diözese von Elphin. Er erbaute sich eine Kirche in Cluain Coirpthe, das heute Termonbarry (irisch Tearmann Bearaigh) oder Kilbarry (Cill Bearaigh, „Kirche des Berach“) genannt wird. Seine Schwester war die Heilige Midabaria, die Äbtissin eines Klosters in Bumlin im County Roscommon, heute als Strokestown bekannt. Als sein Sterbetag und somit auch als sein Gedenktag gilt allgemein der 15. Februar, vereinzelt wird jedoch auch der 11. Februar genannt.